# Тор (киновселенная Marvel)
Тор О́динсон (англ. Thor Odinson), более известный как Тор (англ. Thor) — персонаж из медиафраншизы «Кинематографическая вселенная Marvel» (КВМ), основанный на одноимённом персонаже комиксов Marvel и одноимённом боге из скандинавской мифологии, широко известный по титулу «Бог гро́ма» (англ. God of Thunder).
Тор — один из самых могущественных Асгардцев древней инопланетной цивилизации с давними связями с Землёй, которых люди считают Богами. Тор владеет мощным молотом Мьёльнир и изначально изображается как высокомерный наследник трона Асгарда, чьё дерзкое поведение вызывает беспорядки среди Девяти миров, находящихся под защитой Асгарда, в результате чего он вступает в конфликт со своим приёмным братом Локи. Тор берёт на себя обязательство защищать Землю и становится участником команды «Мстителей». После смерти Одина Тор становится королём Асгарда, однако освободившаяся сестра Тора Хела заставляет его выпустить Суртура, чтобы он уничтожил Асгард. После скачка Тор передаёт корону Нового Асгарда Валькирии и присоединяется к Стражам Галактики.
Роль Тора Одинсона в КВМ исполняет австралийский актёр Крис Хемсворт. Впервые Тор появляется в фильме «Тор» (2011) и в дальнейшем становится одной из центральных фигур в КВМ, появившись в восьми фильмах по состоянию на 2023 год.
Альтернативные версии Тора из Мультивселенной появляются в первом сезоне анимационного сериала «Что, если…?» (2021), где их озвучивает Крис Хемсворт. В одной из версий, изображающей альтернативного Тора, который вырос без Локи, Наблюдатель вербует его в ряды команды «Стражи Мультивселенной» для борьбы с альтернативной версией Альтрона.
Персонаж получил неоднозначную оценку в двух первых сольных фильмах, но перезагрузка Тора и его сюжетной линии в фильме «Тор: Рагнарёк» (2017) в рамках третьей фазы «Саги бесконечности» были приняты положительно, и с тех пор он стал любимцем фанатов.

## Концепция и создание
Супергерой Тор впервые показан в научно-фантастической антологии «Journey into Mystery» #83 (август 1962), созданной Стэном Ли, сценаристом Ларри Либером и художником Джеком Кирби. Кирби сказал: «Я создал Тора в Marvel, потому что всегда был очарован легендами, поэтому я знал о Бальдере, Хеймдалле и Одине. Я пытался обновить Тора и одеть его в костюм супергероя, но он всё равно оставался Тором». Ли и Кирби включили Тора в «The Avengers» #1 (сентябрь 1963) в качестве основателя команды супергероев. Телевизионная адаптация персонажа комиксов впервые появилась в 1988 году в телефильме «Невероятный Халк: Возвращение». После этого возникла идея снять фильм о персонаже, но это так и не было реализовано. В середине 2000-х годов Кевин Файги осознал, что Marvel по-прежнему владеет правами на основных членов Мстителей, включая Тора. Файги, как самопровозглашённый «фанат», планировал создать общую вселенную так же, как создатели Стэн Ли и Джек Кирби сделали со своими комиксами в начале 1960-х годов.
Марк Протосевич, фанат комиксов о Торе, согласился написать сценарий в апреле 2006 года, и проект перешёл к Paramount Pictures, после того как она приобрела права у Sony. В декабре 2007 года Протосевич описал свои планы относительно фильма, чтобы он «был похож на историю происхождения супергероя, но не о человеке, обретающем сверхспособности, а о боге, реализующем свой истинный потенциал. Это история Ветхозаветного бога, который становится богом Нового Завета». Студия Marvel подписала контракт с Мэттью Воном на то, чтобы он стал режиссёром фильма. Затем Вон переписал сценарий Протосевича, чтобы сократить бюджет. В сентябре 2008 года Кеннет Брана вступил в переговоры на должность режиссёра, и в декабре 2008 года Брана подтвердил, что его приняли на эту должность. Он описал это как «человеческую историю прямо в центре большого эпического сценария». В октябре 2008 года Дэниелу Крэйгу предложили роль, но он отказался, сославшись на свои обязательства перед франшизой о Джеймсе Бонде.
В мае 2009 года Крис Хемсворт вёл переговоры о том, чтобы сыграть главную роль после сложного процесса, в ходе которого 25-летнему актёру было отказано на ранней стадии, а затем ему дали второй шанс прочитать сценарий на роль. Брат Хемсворта Лиам также пробовался на эту роль, но был отвергнут главой Marvel Studios Кевином Файги. Файги упомянул, что действие фильма будет происходить как на современной Земле, так и в Асгарде, но хозяин Тора доктор Дональд Блейк не будет включён. Хемсворт заявил, что набрал 20 фунтов для этой роли, питаясь без остановки, и рассказал, что «только после „Тора“ я начал поднимать тяжести, всё это было для меня довольно ново».

### Характеризация
Говоря о своём отношении к персонажу, Хемсворт сказал: «Мы просто продолжали пытаться очеловечить всё это и сделать его очень реальным. Изучили все исследования о комиксах, которые смогли, но вернулись к вопросу „Что этоза человек и каковы его отношения с людьми в отдельных сценах?“». О приближении к боевому стилю Тора он сказал: «Во-первых, мы рассмотрели комиксы и позы, то, как Тор двигается и сражается, и большая часть его силы, кажется, вытягивается сквозь землю. Мы говорили о боксёрах, о Майке Тайсоне, очень низком, с большой открытой грудью и широкими плечами, и очень брутальными, но в то же время грациозными, а потом, по мере съёмок, всё становилось легче». Дакота Гойо исполняет роль юного Тора в первом фильме.

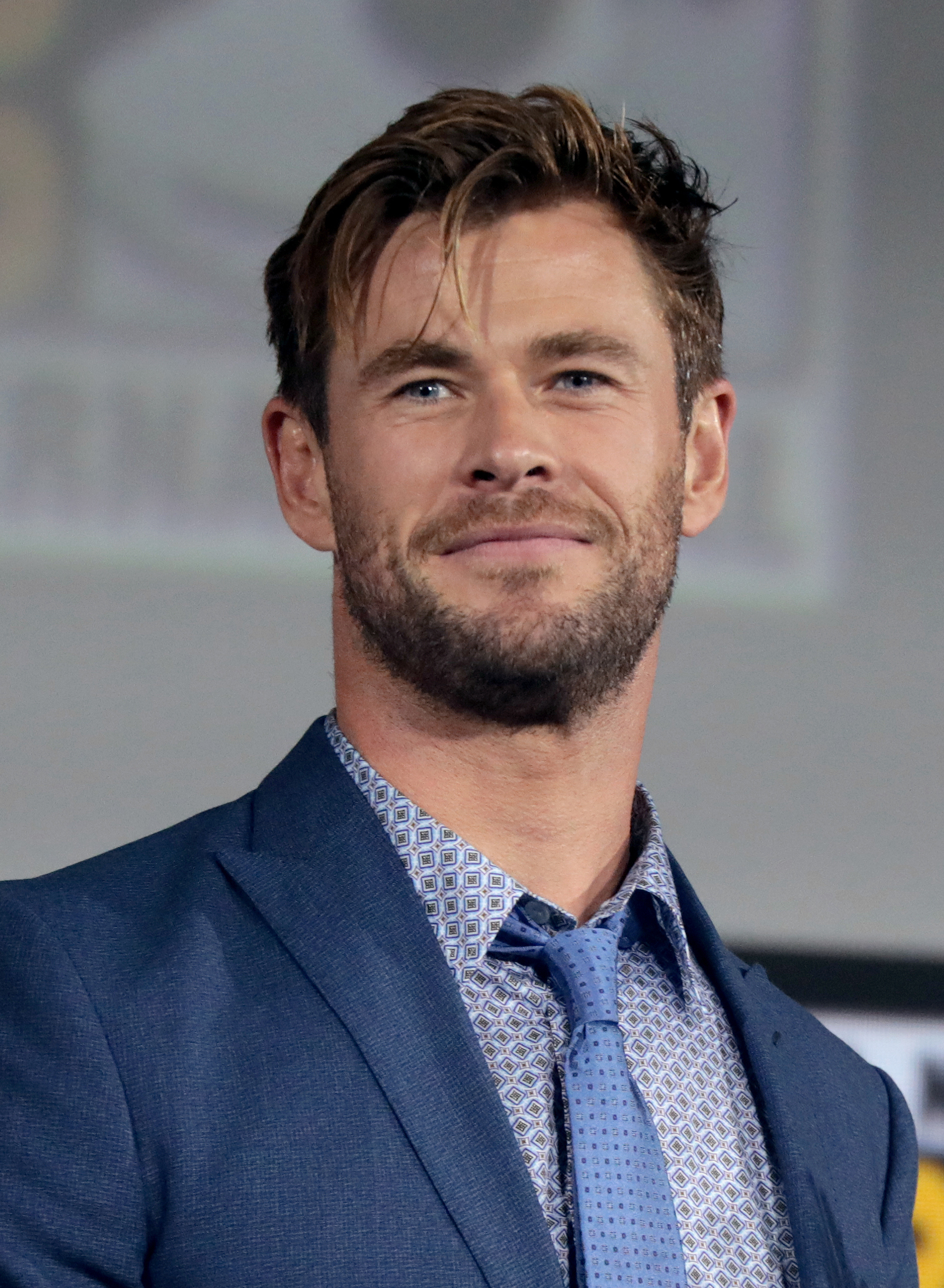
Крис Хемсворт на San Diego Comic-Con в 2019 году

Хемсворт сказал, что для фильма «Мстители» ему удалось сохранить силу, которую он набрал для фильма «Тор», увеличив потребление пищи, состоящей из куриных грудок, рыбы, стейков и яиц каждый день. Когда Хемсворта спросили, сколько именно, он ответил: «В моём весе белка довольно много!». Он отметил, что мотивация Тора «гораздо более личная, в том смысле, что это его брат разжигает конфликт. В то время как у всех остальных это какой-то плохой парень, которого они должны уничтожить. Это другой подход для меня или для Тора. Ему постоянно приходится бороться с высшим благом и тем, что он должен делать, а не с его младшим братом… Временами я расстраиваюсь из-за своих братьев или семьи, но только мне позволено злиться на них. В этом есть что-то такое».
По словам Хемсворта, в фильме «Тор 2: Царство тьмы» «для Тора и Джейн сейчас есть несколько вопросов без ответов, поскольку очевидно, что он не остановился и не догнал её в „Мстителях“. Тору, возможно, придётся кое-что объяснить. А с Локи мы переходим к основным костям нашего конфликта со всем, что было от „Тора“ до „Мстителей“ и сейчас». Хемсворт добавил: «Путешествие Тора, я думаю, в большей степени начинается с того места, где мы остановились в первом фильме — когда он собирался занять трон… и теперь приходит к осознанию того, какая ответственность приходит с этим. Алан Тейлор продолжает говорить о тёмной стороне этой ответственности, о секретах того, как стать королём или стать своего рода очень политическим, о том, что люди должны знать и что они хотят знать». Хемсворту особенно понравилась роль Тора в этом фильме, поскольку он смог «сломить его и найти его человеческие качества и слабую сторону».
Хемсворт заявил, что «Эра Альтрона» показывает, что Тор остался на Земле после событий «Царства тьмы» и начал чувствовать себя здесь как дома, поэтому считает угрозу Альтрона личным нападением. Хемсворт заявил, что ему пришлось приложить больше усилий, чтобы привнести в образ новые элементы, чтобы не повторяться. Он сказал, что это «дало нам возможность сделать его немного более приземлённым и человечным, одеть его в гражданскую одежду и смешить на вечеринке». Хемсворт отметил, что мотивы Тора в этом фильме были совершенно другими, поскольку это первый фильм киновселенной, где он не играет против Локи.
К событиям фильма «Тор: Рагнарёк» Тор превратился в «одинокого ганфайтера», ищущего Камни Бесконечности. К этому времени Хемсворту уже «немного наскучил» персонаж, и он хотел немного рискнуть и поэкспериментировать: в фильме у персонажа более короткие волосы, он одет в другую одежду, его молот Мьёльнир разрушен и он теряет глаз. Режиссёр Тайка Вайтити добавил, что такое «раздевание» персонажа позволило ему стать беженцем в конце фильма. Вайтити также хотел использовать больше комедийных талантов Хемсворта, продемонстрированных в таких фильмах, как «Каникулы» и «Охотники за привидениями», и ссылался на то, что на персонажа повлияла игра Курта Рассела в фильме «Большой переполох в маленьком Китае».
События «Войны бесконечности» происходят прямо по следам «Рагнарёка», в результате чего Тор оказывается в «очень глубоком… очень интересном месте» с «настоящей эмоциональной мотивацией». По совету Хемсворта сценаристы Кристофер Маркус и Стивен Макфили обратились к режиссёру «Рагнарёка» Тайке Вайтити и сценаристу Эрику Пирсону, чтобы они помогли перенести комедийные и трагические элементы обновлённого Тора из этого фильма. Джо Руссо сказал, что у Тора есть «арка главного героя фильма, которая прямо противоречит аргументам Таноса», и он был бы главным героем фильма, если бы Тор убил Таноса. Тор в «Войне бесконечности» был раскритикован как шаг назад от его предыдущего появления в «Рагнарёке». Ранее Тор узнаёт, что его сила исходит не от Мьёльнира, и потратит большую часть «Войны бесконечности» на создание нового, более мощного оружия.
После того как Тор не смог убить Таноса в «Войне бесконечности», он становится толстым выпивающим правителем беженцев Асгарда в Тёнсберге, Норвегия. Говоря о столь резкой смене персонажа, Хемсворт сказал: «У меня просто было своё мнение. В этот раз я хотел сделать что-то другое. Каждый фильм я хотел этого, особенно последние два, и они были согласны. Мы снимали много часов и дней и обсуждали, как далеко мы можем продвинуть Тора и что мы можем сделать по-другому». Энтони Руссо добавил: «Несмотря на то, что в фильме есть много забавного в его физическом состоянии, это не шутка. Это проявление того, в каком состоянии он находится на уровне персонажа, и мы думаем, что это один из самых правдоподобных аспектов его личности. Ведь это очень распространённая реакция на депрессию и боль». История Тора была его любимой историей. «Часть магии Криса как комедийного актёра — это его преданность глубине персонажа на самом серьёзном уровне… Это так коварно и сногсшибательно, когда комедия исходит из места полной самоотдачи и эмоциональной сложности». Хемсворту пришлось около трёх часов делать причёску и грим для перевоплощения, что также потребовало от него ношения большого силиконового костюма-протеза; на съёмках он называл себя «Тором Лебовски». Первоначально предполагалось, что Тор вернётся к своему «старому точеному я» в середине «Финала», но Хемсворт успешно выступил за сохранение старого телосложения Тора.
У Тора есть ряд недостатков, которые иногда влияют на события в киновселенной. Изначально он импульсивен, вторгаясь в Йотунхейм, дом ледяных великанов. Это приводит к тому, что Один изгоняет его на Землю, что приводит к попытке Локи свергнуть Асгард после того, как Локи узнаёт, что он родился ледяным великаном и был усыновлён Одином. Отмечается, что благодаря этому опыту Тор «становится более скромным воином». События «Тора» приводят к тому, что Локи сталкивается с Таносом, на службе которого Локи вторгается на Землю в «Мстителях». Хотя высокомерие Тора уменьшилось с момента выхода первого фильма, он всё ещё демонстрирует вспышки импульсивности, когда он нападает на Стива Роджерса во время их первой встречи в фильме «Мстители».
Анализ персонажа с феминистской точки зрения отмечает, что Тор «может быть вспыльчивым хвастуном, но он никогда не унижает женщин», что резко противоположит характеру Тони Старка.

### Внешний вид и специальные эффекты
Внешность Тора менялась от фильма к фильму. При создании костюма Тора для первого фильма художник-постановщик Чарли Вен сосредоточился на смешении элементов из комиксов и норвежской мифологии, сохранив шесть украшений в форме диска на верхней части тела, но «стараясь максимально сохранить норвежскую сторону вещей». Первым элементом дизайна, над которым работал Вен, был молот Тора Мьёльнир, для которого Вен создал несколько возможных альтернатив, включая «традиционный молот Тора с короткой ручкой, а также версии из Абсолютных», из которых Брана выбрал «наиболее традиционный». Для фильма «Мстители» костюм Тора был немного изменён, чтобы лучше сочетаться с другими членами команды и сделать его движения и внешний вид более естественными. Были усилены синие тона в костюме и уменьшен размер плаща Тора. Различные попытки изобразить Тора, одетого в «уличную одежду», как люди с Земли, подвергались критике за то, что он выглядел как «статист в фильме „Одиночки“ Кэмерона Кроу».

## Биография персонажа

### Рождение и юность
Тор рождается больше 1500 лет назад в королевстве Асгард в семье царя Одина и его жены Фригги. С детства Тор растёт заносчивым принцем, растёт вместе с приёмным братом Локи и мечтает стать таким же, как Один.
В 8 лет Локи обманывает Тора, превращаясь в змею, а затем, вернувшись в свою истинную оболочку, ранит Тора кинжалом. После этого, в юности, Локи проспоривает Тору и отправляется на Землю в качестве Ди Би Купера.

### Изгнание на Землю
В 2011 году Тор готовится стать царём Асгарда, однако коронацию прерывают древние враги Асгарда — Ледяные великаны, проникают в Сокровищницу Одина и пытаются выкрасть артефакт «Ледяной Ларец», принадлежащий их родине Йотунхейму. Великанов убивает Разрушитель, и узнав, что они просто пришли в Асгард, Тор желает отомстить им и считает, что они должны заплатить за свой поступок и предлагает пойти на Йотунхейм. Однако Один отказывает Тору и уходит. Локи подстрекает Тора пойти на Йотунхейм, Тор соглашается, и при поддержке «Воинственной Троицы» и Леди Сиф отправляется в Йотунхейм. Прибыв туда, они встречают короля Йотунхейма — Лафея. Лафей не желает войны и отпускает незваных гостей. Локи уговаривает Тора уйти, однако один из великанов оскорбляет Тора, в результате чего он приходит в ярость и нападает на Ледяных великанов. После крупного сражения Тор и его друзья оказываются в окружении. Внезапно прибывает Один и возвращает всех обратно в Асгард. Один, разочарованный решениями Тора, забирает у него его молот Мьёльнир, лишает Тора его силы и изгоняет его на Землю. Один накладывает на молот заклятие, согласно которому только достойные существа смогут поднять его и вместе с этим обретут силу Тора.
Попав на Землю в Нью-Мексико, Тора попадает под машину астрофизика Джейн Фостер, которая едет вместе с Эриком Селвигом и своей помощницей Дарси Льюис. Они отвозят его в больницу, однако в ней Тор начинает буйствовать и ему вкалывают успокоительное. Через некоторое время Тор просыпается и сбегает из больницы, однако прибывшая Джейн снова сбивает Тора и забирает с собой. В это время в городе Пуэнте Антигуо, Тор обедает в местном кафе, и услышав от местных жителей о Мьёльнире, отправляется к нему, дав Джейн слово, что после этого она узнаёт все, что хочет.
Джейн подвозит Тора к Мьёльниру. Тор с боем прорывается на базу организации «Щ.И.Т.» и пытается поднять Мьёльнир, но у него ничего не выходит и его арестовывают агенты организации. Фил Колсон допрашивает Тора, однако информации он не получает. В этот момент появляется Локи и лжёт Тору, говоря, что Один мёртв и что Фригга запретила Тору возвращаться, а также провозглашает себя королём и уходит. Доктор Селвиг забирает Тора из организации и отправляется с ним в бар. Тор обещает Эрику, что уедет после всего. Тор приносит пьяного Селвига к Джейн и объясняет ей устройство Девяти миров. После этого на Землю прибывает Сиф и «Воинственная Троица» и сообщают Тору, что Один жив.
Появляется Разрушитель, отправленный Локи, и разрушает город. Тор жертвует собой и оказывается при смерти. Пожертвовав своей жизнью ради других, Тор вновь становится достойным и возвращает свой молот и божественную силу. Тор уничтожает Разрушителя и отправляется в Асгард, пообещав Джейн, что он вернётся.
Вернувшись в Асгард, Тор противостоит Локи, который с помощью Радужного моста пытается разрушить Йотенхейм. Поняв, что ничего другого не остаётся, Тор разрушает Радужный мост, однако из-за взрывной волны они падают в пропасть, но Тора ловит Один, а Тор — Локи. Однако Локи, узнав, что Один не рад его поступкам, отпускает копьё Тора и падает в пропасть.

### Защита Земли
В 2012 году Тор приземляется на квинджет Наташи Романофф и забирает выжившего Локи. Приземлившись на горе, Тор просит Локи вернуться в Асгард, однако его сбивает Тони Старк в броне Железного человека. После продолжительной битвы между ними появляется Стив Роджерс и разряжает обстановку. Тор отправляется с ними на Хеликэриэр организации «Щ.И.Т.» и объясняет землянам, что Локи желает заполучить Тессеракт, чтобы с его помощью призвать армию Читаури и захватить Землю, а затем отдать его им. Позже Тор узнаёт от Ника Фьюри, что из-за его действий в Нью-Мексико организация «Щ.И.Т.» изготавливает оружие на основе Тессеракта. Внезапно на авианосец нападает Клинт Бартон, разум которого Локи захватил ранее при помощи своего скипетра. Тор сражается с Брюсом Бэннером, превратившимся в Халка, и затем отправляется в тюремный отсек к Локи, однако Локи обманом помещает Тора в камеру самого Локи. Появляется Фил Колсон, и Локи убивает его на глазах у Тора и затем сбрасывает камеру с Тором на Землю. Тор выбирается из камеры и падает, ненадолго теряя свою силу.
Некоторое время спустя Тор появляется в Нью-Йорке во время вторжения Читаури, и после небольшой битвы с Локи, присоединяется к Тони Старку, Стиву Роджерсу, Наташе Романофф и Клинту Бартону и Брюсу Бэннеру для защиты города, образуя вместе с ними команду «Мстители». После этого Тор вместе с Халком одолевают левиафана Читаури и сражаются бок о бок на улицах Нью-Йорка. Когда Старк уничтожает материнский корабль Читаури, и падает из портала, Тор готовится его поймать, однако его опережает Халк. После этого, Тор с остальными захватывают Локи и Тессеракт и отправляются обедать. По пути в кафе, Тор и Старк сталкиваются с Александром Пирсом, а затем уходят обедать.
После битвы за Нью-Йорк Тор возвращает Локи и Тессеракт в Асгард.

### Противостояние с Тёмными эльфами
В 2013 году Тор восстанавливает порядок в Девяти мирах после действий Локи.
Тор, каждый вечер наблюдающий за Джейн с восстановленного при помощи Тессеракта Радужного моста, узнаёт, что Хранитель Врат — Хеймдалл потерял её из поля зрения, и отправляется на поиски. Тор находит Джейн, и увидев, что любое прикосновение к ней вызывает ответный разрушительный импульс, догадывается, что источник силы носит внеземной характер, и забирает Джейн с собой в Асгард. Один опознаёт силу, заточённую в Джейн, как Эфир и настаивает, чтобы Тор вернул Джейн на Землю, однако Фригга берёт её под свою опеку.
Во время нападения Тёмных эльфов появившийся Тор наносит молниевый удар их предводителю Малекиту, однако последнему удаётся сбежать. Тор узнаёт, что Фригга пожертвовала собой ради Джейн, и после похорон Фригги Один вызывается победить Малекита в бою. Тор понимает, что сражение потребует больших жертв, и просит отца разрешить ему переместиться вместе с Джейн в Тёмный мир и там добыть Эфир из её тела, однако получает отказ. Тор обращается за помощью к Локи, знающему тайные тропы в другие миры и Локи, ведомый желанием отомстить за Фриггу, соглашается им помочь. Он бежит с Тором и Джейн из Асгарда в Тёмный мир при помощи корабля Тёмных Эльфов. Они находят Малекита, и Локи ранит Тора, спуская его к ногам Малекита и отрезает ему руку. Малекит извлекает Эфир из Джейн, однако в последний момент Локи разрушает иллюзию и восстановленный Тор направляет концентрированный поток молний в Эфир, разбивая его на множество осколков. Однако Малекит собирает его вновь и поглощает. Начинается сражение, в результате которого, Локи «погибает» в бою с Малекитом и его свитой. Тор прощается с Локи, оставляет мёртвое тело брата, и отправляется с Джейн на Землю.
Джейн, Тор и доктор Селвиг придумывают план противостояния Малекиту, используя пространственные аномалии на Земле. С помощью Джейн и Селвига, Тору удаётся подобраться к Малекиту и выбросить его сквозь аномалию в его родной мир. Повреждённый корабль тёмных эльфов начинает разрушаться, однако Селвиг отправляет его через аномалию на планету эльфов, и тот обрушивается на Малекита.
Джейн остаётся на Земле, а Тор возвращается в Асгард. Он просит Одина освободить его от обязанности царствования в Девяти мирах и рассказывает ему о жертве Локи. Один желает удачи сыну, хоть и не даёт ему своего благословения, после чего, Тор покидает чертог. После этого, Тор возвращается на Землю к Джейн.

### Противостояние с Альтроном
В 2015 году, команда «Мстители» атакуют исследовательскую базу оставшихся участников организации «Гидра» в Заковии, главнокомандующий которых — Вольфганг фон Штрукер — проводил на людях эксперименты с помощью скипетра Локи. Тор доставляет раненого Бартона на квинджет, и после захвата скипетра отправляется на вечеринку в Башне Мстителей. Во время вечеринки Мстители безуспешно пытаются поднять Мьёльнир Тора. После этого, на них нападает ожившая программа «Альтрон», выкрадывает скипетр Локи и отправляется в Заковию.
Команда выслеживает Альтрона в Йоханнесбурге, и отправляются туда. Однако в процессе битвы, мутант Ванда Максимофф насылает на Тора галлюцинационные ведения, в которых он видит Хеймдалла без глаз и гибель Асгарда. После этого Тор и команда отправляются в дом Бартона, чтобы прийти в себя, однако Тор покидает их, отправляется к Селвигу, и с помощью вод познания, погружается в своё видение и видит четыре Камня Бесконечности. Вернувшись к команде в Башню, Тор помогает Старку активировать синтетическое тело из вибраниума, выкраденное у Альтрона. Ожившее существо нападает на Тора, а затем успокаивается и называет себя «Вижном». Тор объясняет команде, что камень во лбу Вижна — один из шести Камней Бесконечности, самых мощных артефактов в мире и предполагает, что Мстителям не победить Альтрона без Вижна. Вижн встаёт на сторону людей и поднимает Мьёльнир Тора. Тор и команда возвращаются в Заковию, где вступают в финальную битву с Альтроном. Тор и Старк уничтожают поднявшийся Альтроном участок земли, спасая Землю. В новом комплексе Мстителей, Тор сообщает Роджерсу и Старку, что отправляется на поиски Камней Бесконечности и силы, контролирующей и манипулировавшей недавними событиями, и покидает Землю с помощью Радужного моста.

### Уничтожение Асгарда
В 2017 году, Тор продолжает поиски Камней Бесконечности, однако безрезультатно. Тор попадает в Муспельхейм и встречает Суртура, которому предназначено уничтожить Асгард. От него Тор узнаёт, что Одина нет в Асгарде, и что скоро грядёт Рагнарёк. Тор освобождается и снимает с Суртура его корону и возвращается в Асгард.
В Асгарде, Тор узнаёт, что Хеймдалл больше не является хранителем Радужного моста, раскрывает Локи, замаскировавшегося под Одина и отправляется с ним на поиски отца. Прибыв на Землю, Локи попадает в пространственную ловушку, а Тор получает приглашение в Санктум Санкторум. Попав туда, Тор встречается с доктором Стрэнджем и узнаёт, что именно Стрэндж поместил Локи в ловушку. Тор объясняет Стрэнджу, что они ищут Одина, и обещает Стивену, после нахождения сразу же вернуться в Асгард. Стрэндж, с помощью волоса Тора открывает портал в Норвегию, куда Один ушёл в изгнание, освобождает Локи из пространственной ловушки и перемещает обоих в Норвегию. Там, Тор и Локи встречают Одина и узнают, что он умирает, и что вскоре появится его первое детя, богиня смерти — Хела. Один умирает и появляется Хела, сразу предлагая им встать на колени. Тор отправляет в Хелу Мьёльнир, однако Хела разрушает его и собирается их убить. Локи вызывает Радужный мост, однако Хела выбивает его и Тора с моста.
Тор падает на мусорную планету Сакаар и сразу оказывается обездвижен местными аборигены. Работорговец, известный как «Сталкер-142», вырубает Тора с помощью диска послушания и продаёт его в качестве гладиатора правителю Сакаара — Грандмастеру. Тор замечает Локи, и узнаёт, что тот уже как месяц на планете. Также, Тор узнаёт в «Сталкере-142» Валькирию, одну из легендарных женщин-воительниц, погибших в сражении с Хелой в далёком прошлом. Тор вынужден участвовать в «Состязании чемпионов», и перед боем встречается со своим старым другом Халком. Вызывая молнию, Тор берёт верх, однако Грандмастер саботирует бой, и обеспечивает Халку победу. Всё ещё порабощённый после боя, Тор пытается убедить Халка и Валькирию помочь ему спасти Асгард, но ни один из них не желает помочь по личным причинам. Вскоре Тору удаётся сбежать из дворца и найти квинджет, на котором Халк прибыл на Сакаар. Халк следует за Тором к Квинджету, где запись Наташи Романофф заставляет его превратиться обратно в Брюса Бэннера впервые за два году пребывания Халком. Тор находит для Брюса одежду и после они натыкаются на Валькирию. Она отводит их во дворец и соглашается помочь. Тор создаёт команду «Отомстители». Пойманный Локи предоставляет группе возможность украсть один из кораблей Грандмастера. Затем они освобождают других гладиаторов, которые, подстрекаемые двумя инопланетянами Коргом и Миком, устраивают революцию. Локи снова пытается предать своего брата, однако Тор предвидя это, обездвиживает Локи и оставляет его на Сакааре. После этого Тор, Валькирия и Бэннер попадают в Асгард через червоточину. Тор отправляется в тронный зал и после ожидания встречается с Хелой. Они вступают в бой, в результате которого Тор лишается правого глаза. Тор начинает ослабевать, однако видение с Одином позволяет раскрыть ему свои силы без Мьёльнира, и он поражает Хелу гигантской молнией.
После этого Тор вступает в битву против оживлённых Хелой воинов и помогает асгардцам эвакуироваться. Тор, понимая, что Хелу может остановить Суртур и узнав от Одина, что Асгард — это прежде всего асгардцы, просит Локи с помощью Вечного пламени пробудить Суртура, однако в этом случае Асгард будет уничтожен. Пока Локи отправляется совершить Рагнарёк, Тор и Валькирия отвлекают Хелу. Появляется Суртур, убивает Хелу и уничтожает Асгард. Перед этим, асгардцы эвакуируются с Асгарда на корабле «Властитель». Тор становится новым царём, направляет корабль на Землю и восстанавливает отношения с Локи.

### Противостояние с Таносом
В 2018 году, на корабль Властитель нападает межгалактический титан Танос и убивает половину асгардцев. Танос пытает Тора с помощью Камня Силы, заставляя Локи выдать ему Тессеракт. На Таноса нападает Халк, однако Танос его побеждает. Тор пытается напасть на Таноса, однако Эбеновый Зоб обездвиживает Тора. После этого Тор передаёт Хеймдаллу координаты Земли и мысленно просит того переместить на Землю Халка, что Хеймдалл и делает, однако его убивает Танос. После этого, Тор клянётся убить Таноса, однако Зоб закрывает ему рот. Танос разрушает Тессеракт и помещает Камень Пространства в Перчатку Бесконечности. Затем Танос сворачивает Локи шею и взрывает корабль.
На вызов асгардцев прибывают «Стражи Галактики», обнаруживают Тора в космосе и помещают его на «Бенатар». Очнувшись, Тор объясняет Стражам, что Танос охотится за Камнями Бесконечности, и что его следующая цель — Камень Реальности на Забвении. Тор отправляется с Ракетой и Грутом на Нидавеллир и по пути, Ракета выдаёт ему новый протезированный глаз. Прибыв на Нидавеллир, Тор узнаёт, что главный гном Эйтри выковал Таносу Перчатку Бесконечности и что впоследствии Танос уничтожил там почти всех гномов. Тор просит Эйтри помочь выковать ему оружие, способное убить Таноса. Тор активирует угасающую звезду и вызывается открыть сломанного око звезды. Тор открывает Око и расплавляет металл для топора под названием «Громсекира», однако после этого получает критические повреждения от энергии звезды. Грут, с помощью своих веток создаёт для топора рукоять, и оживляет с её помощью Тора.
Тор, с помощью Радужного моста, вместе с Ракетой и Грутом прибывает в Ваканду и вступает в уже начатую битву. Тор встречается со Стивом Роджерсом и подшучивает над ним за копирование Стивом бороды Тора. После этого Тор уничтожает корабли Аутрайдеров и через некоторое время, нападает на получившего все Камни Бесконечности Таноса и серьёзно ранит его Громсекирой в грудь. Тор злорадствует над Таносом, однако последний указывает Тору, что он должен был бить по голове, активирует Камни и щёлкает пальцами. Тор пытается узнать от Таноса, что он сделал, однако последний открывает портал и исчезает. После этого, Тор с ужасом наблюдает, как его друзья и половина жизни во Вселенной рассыпается в прах.

### Операция «Хрононалёт»
Через три недели после щелчка Таноса, Тор, вместе с другими Мстителями отправляется на планету 0259-S (Сад) и нападает на Таноса, отрубая ему руку с Перчаткой Бесконечности. Обнаружив, что в Камней в ней нет, Тор, поняв, что ситуация неисправима, обезглавливает Таноса и уходит.
Через 5 лет, Тор встречается с Бэннером и Ракетой в новом Асгарде, и последние узнают, что Тор все 5 лет пил и полностью растерял свою форму. Они уговаривают Тора вернуться на базу Мстителей и помочь им. Команда «Мстители» собирается вновь и организовывает операцию «Хрононалёт», заключающуюся в изъятии альтернативных версий Камней Бесконечности из прошлого. Тор рассказывает команде об Эфире и Камне Реальности, и после этого отправляется с Ракетой в альтернативный 2013 год в Асгард, чтобы выкачать Эфир из Джейн. Тор встречается со своей матерью Фриггой и рассказывает ей о своём будущем. Ракета выкачивает из Джейн Эфир и прибегает к Тору. Тор забирает альтернативный Мьёльнир и возвращается на базу Мстителей. Тор узнаёт, что Наташа Романофф погибла ради Камня Души и верит, что её можно оживить, однако Бартон его переубеждает. Старк, Ракета и Бэннер создают Перчатку и помещают в неё альтернативные версии Камней. Тор вызывается использовать их, поскольку считает себя виновным в гибели половины жизни во Вселенной. Бэннер отговаривает его от этого и сам успешно использует Перчатку, возвращая половину жизни во Вселенной.
Внезапно их базу уничтожает альтернативная версия Таноса. Через некоторое время Тор, Старк и Роджерс выходят к Таносу и вступают с ним в битву. Танос перехватывает Громсекиру Тора и пытается его ею убить, однако его сбивает Стив Роджерс с помощью Мьёльнира, спасая восхищённого Тора. После этого, Танос вырубает Тора и вступает в битву со Стивом Роджерсом. Когда начинают открываться порталы, Тор присоединяется к восстановленным Мстителям и вступает в финальную битву против армии Таноса. Пересекаясь с Роджерсом, Тор отдаёт ему Мьёльнир, предпочитая Громсекиру. Через некоторое время, Тор нападает на Таноса и пытается убить его с помощью Громсекиры, однако Танос вырубает Тора. После этого, Тор наблюдает гибель пожертвовавшего собой Тони Старка и присутствует на его похоронах в его доме.
После этого Тор передаёт бразды правления новым Асгардом Валькирии и покидает Землю вместе со Стражами Галактики.

### Противостояние Горру Убийце богов
Проведя некоторое время со Стражами Галактики и восстановив свою прежнюю форму, Тор покидает их, получив сигнал бедствия от Сиф. Прибыв на место происшествия, он узнаёт от Сиф о том, что Горр, существо, вооружённое Некромечом, задался целью уничтожить всех богов, и его следующая цель — Новый Асгард.
Доктор Джейн Фостер, болеющая раком, прибывает в Новый Асгард в поисках лечения. Уничтоженный молот Мьёльнир восстанавливает себя и привязывается к Фостер после того, как Тор несколько лет назад неосознанно заклял его на её защиту. Тор прибывает в Новый Асгард, когда Горр нападает вместе со своими теневыми монстрами. Увидев Фостер с Мьёльниром, он удивляется этому, но тем не менее объединяется с ней, Валькирией и Коргом для борьбы с Горром. Им почти удаётся победить его, однако Горр сбегает, успевая похитить несколько асгардских детей.
Герои отправляются во Всемогущий город, чтобы предупредить других богов об опасности и попросить о помощи. Зевс, бог Олимпийцев, отказывает в помощи и пленяет Тора, что заставляет героев сражаться с воинами Зевса. Бог Олимпийцев ранит Корга своей молнией, которой позже Тор в гневе пронзает самого Зевса; Валькирия крадёт эту молнию во время побега. Затем они отправляются в Царство теней, чтобы спасти детей. Однако всё это оказывается ловушкой Горра, чтобы тот смог похитить Громсекиру, открыть Радужный мост, войти во Врата Вечности и исполнить своё желание по истреблению всех богов. Горру удаётся победить команду Тора и похитить Громсекиру. Горр использует Громсекиру для открытия Врат Вечности. Валькирия серьёзно ранена, а Фостер выматывается от использования Мьёльнира, который только усугубил её болезнь. Тор в одиночку отправляется на битву и с помощью молнии Зевса наделяет похищенных детей своими силами, чтобы те смогли сражаться вместе с ним. Фостер прибывает и помогает Тору в битве с Горром, уничтожая Некромеч.
Признав поражение, Тор убеждает Горра, что он хотел от Вечности не истребления богов, а возвращения к жизни своей дочери. Фостер поддаётся болезни и умирает на руках Тора. Вечность исполняет желание Горра и воскрешает его дочь по имени Любовь. Горр просит Тора заботиться о ней, после чего умирает. Дети возвращаются в Новый Асгард, где Валькирия и Сиф начинают их тренировать. Между тем, Тор, снова владеющий Мьёльниром, отправляется в новые приключения вместе с Любовью, которая теперь владеет Громсекирой.

## Альтернативные версии

### Потеря Локи и Тессеракта
В альтернативном 2012 году Тор и Мстители одерживают победу над Локи во время битвы за Нью-Йорк, однако, когда путешествующие во времени Тони Старк и Скотт Лэнг из 2023 года прибывают, чтобы украсть Тессеракт, они изменяют историю Тора-2012, вызывая у Старка-2012 сердечную аритмию. Тор-2012 использует Мьёльнир, чтобы спасти жизнь Старка-2012, но в результате этого инцидента Локи получает доступ к Тессеракту, телепортируясь в пустыню Гоби, оставляя Тора-2012 в беспокойстве и замешательстве. После этого, данная линия, вызванная действиями Мстителей, стирается агентами организации «Управление временными изменениями» (УВИ).

### Трог
В альтернативной реальности, Тор (озвученный Крисом Хемсвортом) превращается в лягушку, помещается в банку и отправляется в Пустоту по решению организации «Управление временными изменениями» (УВИ). Данная версия получила название «Трог».

### «Что, если…?»
Тор, озвученный Крисом Хемсвортом, появляется в первом и втором сезонах анимационного сериала «Disney+» «Что, если…?» (2021) в виде нескольких альтернативных версий самого себя:

#### Гибель Мстителей
В альтернативном 2011 году, во время поисков Мьёльнира на базе «Щ.И.Т.» после изгнания из Асгарда, Тор случайно погибает от стрелы Клинта Бартона, однако позже выясняется, что его смерть была организована Хэнком Пимом.

#### Принц вечеринок
В альтернативном 2011 году Тор воспитывается как единственный ребёнок и вырастает буйным принцем, который предпочитает проводить время на вечеринках. Пока Один погружается в сон, а Фригга навещает своих сестёр, Тор устраивает большую межгалактическую вечеринку на Земле в Лас-Вегасе, на которой присутствует версия Локи, являющаяся принцем Ледяных великанов и хорошим другом Тора. Исполняющая обязанности директора «Щ.И.Т.» Мария Хилл вызывает Кэрол Дэнверс на помощь, но Тор отказывается уходить, и они вступают в битву. Тор обездвиживает Дэнверс с помощью Мьёльнира и продолжает веселиться со своими друзьями-инопланетянами, уничтожая человеческие реликвии и такие места, как Стоунхендж и Статуя Свободы. Тор встречает Джейн Фостер и завязывает с ней романтические отношения. Пока он веселится, она обращается к Фригге с просьбой наказать Тора, прежде чем «Щ.И.Т.» и Дэнверс убьют Тора. Фригга появляется перед Тором и пригрожает ему скорым прибытием на Землю с целью проверить Тора. Тор уговаривает участников вечеринки устранить причинённый ими ущерб, что им и удаётся. После этого Тор навещает Фостер в её фургоне и приглашает на свидание, но его прерывает Альтрон из альтернативной вселенной, владеющий Камнями Бесконечности.
После того, как Тор отбивается от Часовых Альтрона, Наблюдатель вербует Тора в ряды команды «Стражи Мультивселенной» для победы над Альтроном. Находясь в другой вселенной, Тор случайно привлекает внимание Альтрона, и после короткой битвы они переносятся в родную вселенную Альтрона. Вместе с Наташей Романофф команда сражается с Альтроном и побеждает его, а Тор возвращается в родную реальность и воссоединяется с Фостер.

#### Завоевание Альтрона
В альтернативном 2015 году Тор, Старк, Роджерс и Бэннер погибают от рук Альтрона, который успешно загружает своё сознание в новое вибраниумное тело.

#### Противостояние с Питером Квиллом
В другом альтернативном 1988 году Йонду, похитив Питера Квилла, всё-таки доставляет его отцу — Целестиалу Эго. Получив силы отца, Квилл уничтожает несколько планет, в том числе Асгард, а затем прибывает на Землю. Прибывший вслед за ним Тор помогает собранной Щ.И.Т.ом команде обезвредить его. Позже Тор вместе с Биллом Фостером / Голиафом, королём Т’Чакой / Чёрной пантерой и армией Щ.И.Т.а под командованием Пегги Картер сражается с вторгнувшемся на Землю Эго. Питер Квилл, убеждённый Хэнком Пимом, приходит на помощь и уничтожает отца. После вечеринки Тор собирается уничтожить планетарное тело Эго, а его новая команда, состоящая из Пегги Картер, Говарда Старка, Хэнка Пима, Билла Фостера, Т’Чаки, а так же Питера Квилла и Хоуп ван Дайн, отправляется с ним.

## Появления

### Художественные фильмы
Крис Хемсворт исполняет роль Тора в кинематографической вселенной Marvel, впервые появившись в фильме «Тор» (2011), а затем в «Мстителях» (2012), «Тор 2: Царство тьмы» (2013), «Мстители: Эра Альтрона» (2015), «Тор: Рагнарёк» (2017), «Мстители: Война бесконечности» (2018), «Мстители: Финал» (2019), «Тор: Любовь и гром» (2022) и «Мстители: Судный день» (2026). Хемсворт также появился в сцене после титров фильма «Доктор Стрэндж» (2016). В сентябре 2020 года Хемсворт заявил, что хочет продолжить играть Тора после «Любви и грома», сказав: «Я не собираюсь уходить на пенсию», отметив, что персонаж «слишком молод для этого».

### Телесериалы
- Архивные кадры с персонажем появляются в телесериале Disney+ «Локи», включая импровизированную сцену «Ещё неси!» из фильма «Тор» в эпизоде «Ламентис»[61].
- Хемсворт озвучивает альтернативные версии персонажа в мультсериале Disney+ «Что, если…?»[62].

## Отличия от комиксов
Основным отличием от комиксов является отсутствие альтер эго Тора, Дональда Блэйка, однако он использует имя «Дональд Блэйк» в качестве псевдонима во время своего пребывания на Земле в фильме «Тор» (2011), что отсылает к комиксам. В комиксах, как и в КВМ, Один лишил Тора его сил и отправил на Землю в качестве наказания за высокомерие и несдержанность, однако в комиксах Один помещает Тора в тело доктора Дональда Блэйка на время длительной сюжетной линии, охватывающей годы приключений, во время которых альтер эго Тора время от времени способно вызывать Тора на борьбу со злодеями. В кино у Тора нет альтер эго, и его изгнание разрешается в первом фильме в течение нескольких дней. Отсутствие альтер эго также влияет на отношения Тора. В комиксах Джейн Фостер, возлюбленная Тора, является помощницей Дональда Блэйка. В фильмах она ранее не была связана с персонажем и встречает его по работе.
Ещё одним существенным отличием от комиксов является уничтожение молота Тора, Мьёльнира, и замена его на Громсекиру. В комиксах Громсекира была создана гномом Эйтри по указу Одина и передана персонажу Бета Рэю Биллу после того, как Билл побеждает Тора в рукопашном бою, чтобы определить, кто должен владеть Мьёльниром. В КВМ Тор сам помогает Эйтри создать Громсекиру взамен разрушенного Мьёльнира, чтобы использовать его в качестве оружия для противостояния Таносу, хотя позже он ненадолго забирает Мьёльнир во время путешествия во времени.
В конце «Мстителей: Финал» Тор присоединяется к Стражам Галактики, что также отличается от комиксов.

## Реакция
Несмотря на то, что выступление Хемсворта в роли героя получило высокую оценку, Тор как персонаж изначально был воспринят менее хорошо, чем другие герои Мстителей, и было заявлено, что «до фильма „Рагнарёк“ некоторые описывали Тора как расплывчатого, хотя и симпатичного болвана, персонажа, который использовался в основном для ударов кулаками, а иногда и для шуток о рыбе из воды, сделанных за его счёт», и что фильмы с участием этого персонажа были «наименее забавной франшизой студии». «Царство тьмы» было раскритиковано за «абсолютно нулевое развитие или рост главного героя», что привело к «малому энтузиазму в отношении Тора со стороны зрителей и Marvel», однако «Рагнарёк» был принят гораздо лучше, поскольку его многие описывали как спасение франшизы о Торе. В своей рецензии на фильм «Мстители: Финал» Джо Моргенштерн из The Wall Street Journal признал, что «Тор в исполнении Криса Хемсворта, несмотря на неровный материал и кажущуюся ограниченность драматического диапазона актёра, вызывает симпатию».
Джошуа Оливьери из Comic Book Resources отмечал, что Тор «является одним из краеугольных персонажей КВМ» и выделил его 15 лучших цитат в фильмах. Его коллега, Джордж Хризостому, был согласен с Оливьери и написал, что Бог Грома «был жизненно важной частью КВМ с первой фазы и, пожалуй, наиболее хорошо проработанным персонажем во франшизе». Кроме этого он сравнивал героя с Катарой из «Аватара» и подчёркивал, что «в сочетании с его сверхсилой, возможностью летать и исцеляющими способностями Тора довольно сложно превзойти».

### Толстый Тор

Тор с лишним весом, изображённый в фильме «Мстители: Финал» (2019), в просторечии называемый «Толстым Тором», «Тором Лебовски» или «Бро Тором».

Изображение Тора как депрессивного и страдающего ожирением алкоголика в фильме «Мстители: Финал», и последующее использование шуток, адресованных Тору другими персонажами из-за этого, привело к обвинениям в фэтшейминге в различных редакционных комментариях и реакциях фанатов. Другие выразили неодобрение тем, что эмоциональное и физическое состояние Тора было разыграно ради смеха, вместо того чтобы подойти к нему с большим уважением и пониманием.
С другой стороны, это изображение также получило одобрение критиков за то, что добавило ему правдоподобности и за решение проблем психического здоровья, причём сам Хемсворт выступал против первоначального плана, чтобы Тор снова стал мускулистым в середине фильма. Джо Моргенштерн оценил Хемсворта в финале франшизы «Мстители» как «изящного, жизнерадостного комического актёра, которым ему суждено было стать, в то время как Тор превращается, тревожно и очаровательно — но всё же героически — в привидение с пивным животом, которое может сойти за Джеффа Лебовски».

### Награды
| Год  | Фильм                           | Награда                | Категория                                         | Результат | Прим.  |
| ---- | ------------------------------- | ---------------------- | ------------------------------------------------- | --------- | ------ |
| 2011 | «Тор»                           | Teen Choice Awards     | Choice Movie: Лучший мужской персонаж             | Номинация | [ 79 ] |
| 2011 | «Тор»                           | Scream                 | Лучший супергерой                                 | Номинация | [ 80 ] |
| 2011 | «Тор»                           | Scream                 | Breakout Performance: Лучший мужской персонаж     | Номинация | [ 80 ] |
| 2012 | «Тор»                           | People’s Choice Awards | Любимый супергерой фильма                         | Номинация | [ 81 ] |
| 2012 | «Тор»                           | MTV Movie Awards       | Лучший киногерой                                  | Номинация | [ 82 ] |
| 2012 | «Мстители»                      | Teen Choice Awards     | Choice Movie: Актёр научно-фантастического фильма | Номинация | [ 83 ] |
| 2012 | «Мстители»                      | Teen Choice Awards     | Звезда летнего кино                               | Победа    | [ 83 ] |
| 2013 | «Мстители»                      | People’s Choice Awards | Любимый актёр экшна                               | Победа    | [ 84 ] |
| 2013 | «Мстители»                      | People’s Choice Awards | Любимый супергерой                                | Номинация | [ 84 ] |
| 2013 | «Мстители»                      | Kids’ Choice Awards    | Любимый мужчина-баткикер                          | Номинация | [ 85 ] |
| 2013 | «Мстители»                      | MTV Movie Awards       | Лучший бой (с актёрским составом)                 | Победа    | [ 86 ] |
| 2014 | «Тор 2: Царство тьмы»           | MTV Movie Awards       | Лучшее выступление без рубашки                    | Номинация | [ 87 ] |
| 2014 | «Тор 2: Царство тьмы»           | MTV Movie Awards       | Лучший супергерой                                 | Номинация | [ 87 ] |
| 2014 | «Тор 2: Царство тьмы»           | Teen Choice Awards     | Choice Movie: Актёр научно-фантастического фильма | Номинация | [ 88 ] |
| 2015 | «Мстители: Эра Альтрона»        | Teen Choice Awards     | Choice Movie: Актёр научно-фантастического фильма | Номинация | [ 89 ] |
| 2016 | «Мстители: Эра Альтрона»        | People’s Choice Awards | Любимый киноактёр                                 | Победа    | [ 90 ] |
| 2016 | «Мстители: Эра Альтрона»        | Kids’ Choice Awards    | Любимый киноактёр                                 | Номинация | [ 91 ] |
| 2018 | «Тор: Рагнарёк»                 | Critics’ Choice Awards | Лучший комедийный актёр                           | Номинация | [ 92 ] |
| 2018 | «Тор: Рагнарёк»                 | MTV Movie & TV Awards  | Лучший бой (с Марком Руффало)                     | Номинация | [ 93 ] |
| 2018 | «Тор: Рагнарёк»                 | Teen Choice Awards     | Choice Movie: Актёр научно-фантастического фильма | Победа    | [ 94 ] |
| 2018 | «Мстители: Война бесконечности» | People’s Choice Awards | Кинозвезда 2018 года                              | Номинация | [ 95 ] |
| 2018 | «Мстители: Война бесконечности» | People’s Choice Awards | Экшн-кинозвезда 2018 года                         | Номинация | [ 95 ] |
| 2019 | «Мстители: Война бесконечности» | Kids’ Choice Awards    | Любимый киноактёр                                 | Номинация | [ 96 ] |
| 2019 | «Мстители: Война бесконечности» | Kids’ Choice Awards    | Любимый супергерой                                | Номинация | [ 96 ] |
| 2019 | «Мстители: Финал»               | Teen Choice Awards     | Choice Movie: Актёр экшна                         | Номинация | [ 97 ] |
| 2019 | «Мстители: Финал»               | People’s Choice Awards | Кинозвезда 2019 года                              | Номинация | [ 98 ] |

## Комментарии
1. ↑  Как показано в сериале «Локи» (2021), в первой серии — «Славная миссия».
2. ↑  В 2015 году, Стив Роджерс слегка сдвигает Мьёльнир к большому удивлению Тора.